# Dudley Richards
Pour les articles homonymes, voir Richards.
Dudley Shaw Richards dit Dud Richards, né le 4 février 1932 à Providence (Rhode Island) et mort le 15 février 1961 à Berg (Province du Brabant flamand en Belgique), est un patineur artistique américain. Il est champion des États-Unis en couple artistique en 1961 avec sa partenaire Maribel Owen.

## Biographie

### Carrière sportive
Dudley Richards est le deuxième enfant de Byron et Ruth Richards. Il grandit à Pawtucket (Rhode Island), avec son frère Ross et sa sœur Susan. Il commence le patinage artistique au Providence Figure Skating Club à l'âge de neuf ans. Il rejoint le Skating Club de Boston avec le célèbre entraîneur Montgomery Wilson.
En 1951, il devient champion junior des États-Unis, avant d'obtenir une médaille de bronze aux championnats nationaux seniors de 1953. Il représente son pays aux championnats nord-américains de 1953 et à trois mondiaux (1951 à Milan, 1952 à Paris et 1953 à Davos).
Il pratique ensuite le patinage en couple artistique, d'abord avec Tenley Albright, puis avec Anita Andres, et enfin avec Maribel Owen. Avec cette dernière, il conquiert le titre national en 1961. Ensemble, ils représentent leur pays à deux championnats nord-américains (1959 et 1961 où ils conquièrent respectivement la médaille de bronze puis la médaille d'argent), deux mondiaux (1959 à Colorado Springs et 1960 à Vancouver), et aux Jeux olympiques d'hiver de 1960 à Squaw Valley.
Loin de la glace, Dudley Richards est diplômé de l'Université Harvard et a passé du temps dans l'armée. Il était également un dirigeant de l'immobilier et un ami de longue date (et colocataire d'université) du futur sénateur Ted Kennedy.

### Mort
En route avec l'équipe américaine pour les mondiaux de 1961 prévus à Prague, son avion s'écrase près de Bruxelles en Belgique, tuant tous les passagers. Il avait 29 ans.

### Hommage
Dudley Richards est intronisé au Temple de la renommée du patinage artistique américain en 2011, tout comme l'ensemble de l'équipe américaine qui s'est écrasée à l'époque.

## Palmarès

### En individuel
| Compétition                     | 1951 | 1952 | 1953 |  |  |  |  |  |  |  |  |  |  |  |
| Jeux olympiques                 |      |      |      |  |  |  |  |  |  |  |  |  |  |  |
| Championnats du monde           | 5e   | 5e   | 6e   |  |  |  |  |  |  |  |  |  |  |  |
| Championnats d'Amérique du Nord |      |      | 4e   |  |  |  |  |  |  |  |  |  |  |  |
| Championnats des États-Unis     |      | 4e   | 3e   |  |  |  |  |  |  |  |  |  |  |  |
|                                 |      |      |      |  |  |  |  |  |  |  |  |  |  |  |

### En couple artistique
- Avec sa partenaire Maribel Owen.

| Compétition                                                                                            | 1958 | 1959 | 1960 | 1961 |
| Jeux olympiques                                                                                        |      |      | 10e  |      |
| Championnats du monde                                                                                  |      | 6e   | 10e  | CA   |
| Championnats d'Amérique du Nord                                                                        |      | 3e   |      | 2e   |
| Championnats des États-Unis                                                                            | 3e   | 3e   | 2e   | 1er  |
| Légende : CA = Championnats du monde 1961 annulés à cause de la catastrophe aérienne du vol 548 Sabena |      |      |      |      |